# Heinrich Rodewald

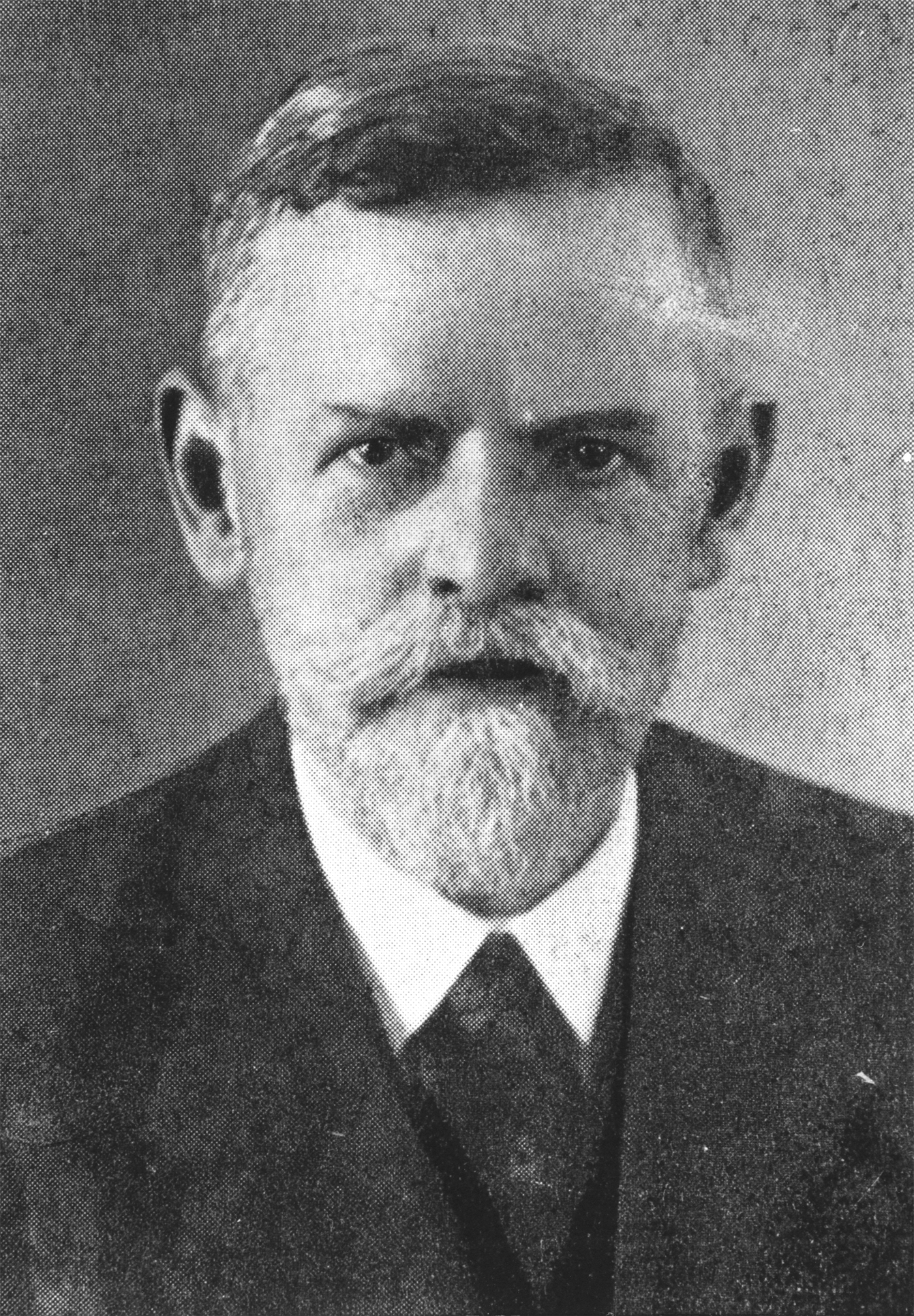
Heinrich Rodewald

Heinrich August Siegmund Rodewald (* 24. November 1869 in Bremen; † 11. Dezember 1939 in Reetz, Neumark) war ein deutscher evangelischer Theologe und Kirchengeschichtler.

## Leben

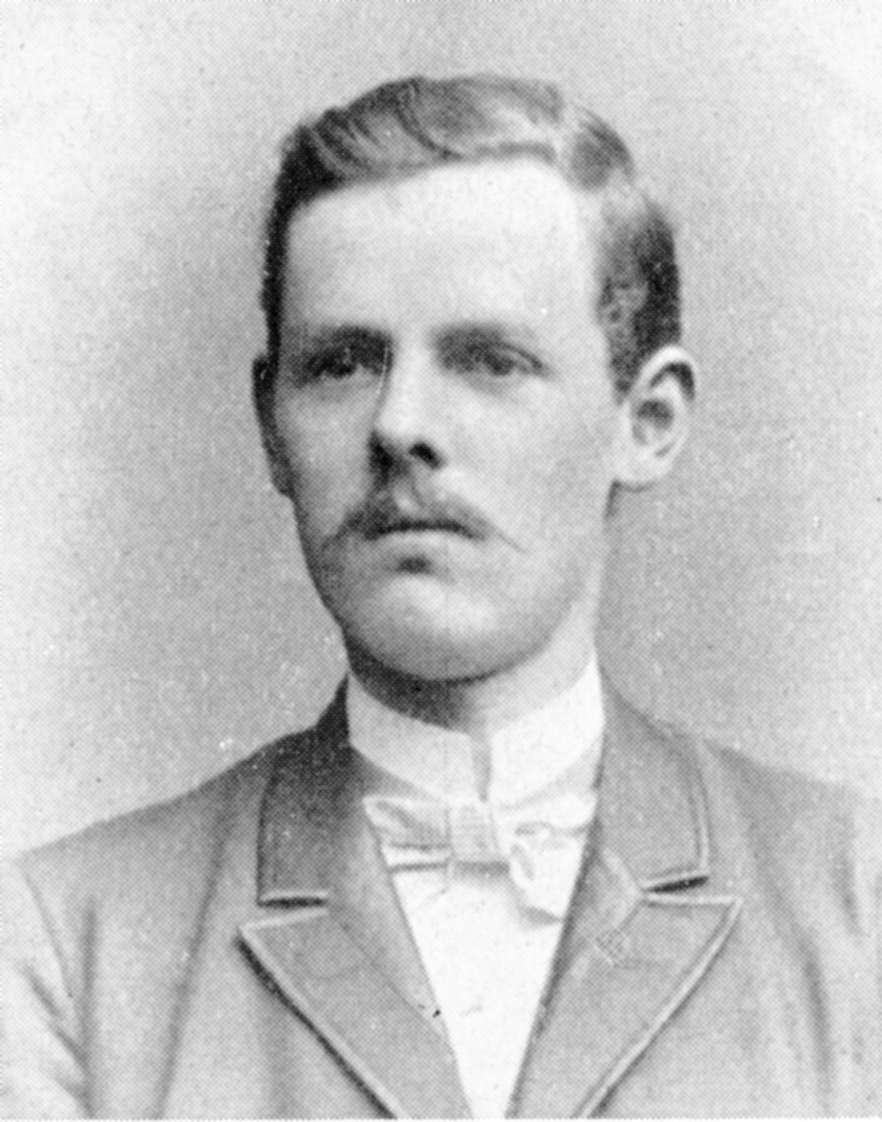
Rodewald im Jahr 1890

Rodewald war der Sohn des Lehrers Heinrich August Rodewald und dessen Frau Anna Elisabeth, geb. Dierkes, und wuchs in seiner Geburtsstadt Bremen auf. Dort besuchte er ab 1881 das Alte Gymnasium, wo er – u. a. gemeinsam mit Fritz Overbeck – an Ostern 1889 sein Abitur machte. Nach dem Studium der Evangelischen Theologie in Marburg, Göttingen und Bonn legte Rodewald vor dem Konsistorium in Koblenz das Theologische Examen ab und trat in den Dienst der Rheinischen Provinzialkirche. Er war als Hilfsprediger bei Valentin Umbeck, der zunächst Präses, später Generalsuperintendent der Rheinischen Kirche war, in Kreuznach eingesetzt. Danach war er in Bonn sowie eine Zeit lang als Privatlehrer tätig, bis 1901 die Berufung auf die Pfarrstelle der Kirchengemeinde Irmenach erfolgte. Er heiratete am 14. November 1902 in Bonn Else Enders (eigentlich Elisabetha Paulina Luise Enders), die Schwester des Germanisten Carl Friedrich Enders und Urenkelin des Pfarrers und Entomologen Philipp Wilbrand Jacob Müller. Aus dieser Ehe stammen zwei Töchter, von denen eine jedoch schon als Säugling verstarb.
Recht bald begann er mit der Erforschung der Geschichte Irmenachs und der Hinteren Grafschaft Sponheim. Seit 1909 veröffentlichte er zahlreiche Arbeiten in den Monatsheften für Rheinische Kirchengeschichte, deren Mitherausgeber er später für einige Jahre wurde. Hinzu kamen weitere Veröffentlichungen in zahlreichen weiteren Zeitschriften sowie einige Monographien. Für eine Arbeit über den Pfalzgrafen Georg Wilhelm wurde er zum lic. theol. promoviert.
Mit seinen Forschungen macht Rodewald die Hintere Grafschaft Sponheim „zu dem am besten bearbeiteten Gebiet des rheinischen Oberlandes […] Ihm verdanken wir viele ebenso gründliche wie liebevolle Darstellungen hintersponheimischer Verhältnisse und Ereignisse, fürstlicher und anderer Personen. Es war seine besondere Gabe, Archiven des In- und Auslandes ihre Schätze zu entreißen.“
1928 erfolgte Rodewalds Emeritierung als Pfarrer und seine Ernennung zum ersten hauptamtlichen Leiter des Provinzialkirchenarchivs der Rheinischen Kirche in Bonn. Neben der Ordnung und Erweiterung des Archivbestandes begann er mit der Vorbereitung eines rheinischen Pfarrerbuches, das dann allerdings erst unter seinem Nachfolger Albert Rosenkranz veröffentlicht wurde.
Am 1. Juli 1939 musste Rodewald aus gesundheitlichen Gründen in den Ruhestand treten und zog zur Familie seiner Tochter Anneliese nach Reetz, wo er am 11. Dezember 1939 verstarb. Ursprünglich sollte er in Irmenach an der Seite seiner Frau beigesetzt werden, da die Reichsbahn jedoch wegen des Krieges keine Überführungen von Leichnamen mehr durchführte, musste er in Reetz beerdigt werden. Sein Grab auf dem Reetzer Friedhof ist nicht mehr auffindbar. Auf dem Irmenacher Friedhof erinnert der Stein des Familiengrabes an Rodewald.

## Aus der Literatur
„Da schafft im stillen Pfarrhaus Heinrich Rodewald, der Geschichtschreiber der Hintern Grafschaft Sponheim, und formt die Erinnerungen der Vergangenheit aus vielen kleinen bunten Steinchen zu einem großen lebendigen Bilde.“

## Schriften (Auswahl)
- Werke. Herausgegeben von Christian Justen. Books on Demand, Norderstedt.
  - Band 1. Schriften zur Geschichte Irmenachs. 2018. ISBN 978-3-7460-1563-7.
  - Band 3. Das Birkenfelder Schloß. 1584–1717. Leben und Treiben an einer kleinen Fürstenresidenz. 2016. ISBN 978-3-7392-2692-7.
- Pfalzgraf Georg Wilhelm von Birkenfeld und seine Kämpfe um das Luthertum in der hinteren Grafschaft Sponheim in den Jahren 1629–1630. Heuser, Neuwied 1925. Bonn, Univ., Diss.
- Goethe in Trarbach und sein Besuch bei Ludwig Böcking. [1926]. Herausgegeben von Christian Justen. Books on Demand, Norderstedt 2017. ISBN 978-3-7460-1347-3.
- Das Herzog-Wolfgang-Haus. Aus vergangenen Tagen. Feickert, Meisenheim 1935.